# Phước Thuận, Ninh Phước
Phước Thuận là một xã thuộc huyện Ninh Phước, tỉnh Ninh Thuận, Việt Nam.

## Địa lý
Xã Phước Thuận nằm ở phía bắc huyện Ninh Phước, có vị trí địa lý:
- Phía đông và phía bắc giáp thành phố Phan Rang – Tháp Chàm với ranh giới là sông Dinh
- Phía tây giáp xã Phước Hậu
- Phía nam giáp thị trấn Phước Dân và xã An Hải.

Xã có diện tích 12,43 km², dân số năm 2019 là 15.654 người, mật độ dân số đạt 1.259 người/km².

## Hành chính
Xã Phước Thuận được chia thành 7 thôn: Phước Khánh, Thuận Hòa, Phước Lợi, Hiệp Hòa, Vạn Phước, Thuận Lợi và làng Chăm Phú Nhuận (Buoh Dang).

## Lịch sử
Sau năm 1975, địa bàn xã Phước Thuận hiện nay là xã Phước Thành thuộc An Phước, tỉnh Thuận Hải.
Ngày 27 tháng 4 năm 1977, Hội đồng Chính phủ ban hành Quyết định 124-CP. Theo đó, giải thể huyện An Phước, địa bàn sáp nhập vào các huyện An Sơn và Ninh Hải; xã Phước Thành thuộc huyện An Sơn.
Ngày 13 tháng 3 năm 1979, Hội đồng Chính phủ ban hành Quyết định 104-CP. Theo đó, đổi tên xã Phước Thành thành xã Phước Thuận (do trùng tên với xã Phước Thành thuộc huyện Ninh Sơn cũ).
Ngày 1 tháng 9 năm 1981, Hội đồng Bộ trưởng ban hành Quyết định số 45-HĐBT. Theo đó, thành lập huyện Ninh Phước trên cơ sở tách một phần diện tích và dân số của các huyện An Sơn và Ninh Hải; xã Phước Thuận thuộc huyện Ninh Phước như hiện nay.